# Bristol Britannia
Бристоль «Британия» (англ. Bristol Type 175 Britannia) — британский турбовинтовой авиалайнер для линий средней и большой протяжённости. Разработан и серийно производился предприятием Bristol Aeroplane Company с 1955 г. по 1960 г в нескольких модификациях. Выпущено 85 самолётов. Впоследствии на основе Bristol Britannia были разработаны самолёты Canadair CP-107 Argus, Canadair CL-44/Canadair CC-106 Yukon и Conroy Skymonster.

## Разработка самолёта
Началом истории самолёта можно считать 1943 год, когда британская консультативная комиссия под руководством лорда Брабазона начала исследование будущих перспектив и потребностей гражданских авиаперевозок в Британской Империи. В ходе деятельности комиссии были выработаны требования к нескольким типам гражданских самолётов, и ряд производителей авиационной техники начали разработку прототипов для предоставления их к конкурсу.
В 1946 году Британская авиатранспортная корпорация BOAC объявила конкурс на создание пассажирского среднемагистрального самолёта. Техническое задание устанавливало расчётную дальность 4000 км и скорость 480 км/ч. Предполагалось использовать самолёт на имперских трассах в Африке и на Дальнем Востоке.
Ранее фирма Bristol Aeroplane создала проект гигантского авиалайнера Bristol 167 Brabazon. Это был самолёт повышенной комфортности предназначенный для беспосадочных трансатлантических рейсов. Этот амбициозный проект закончился неудачей, однако опыт, полученный при строительстве «Брабазона», пригодился главному конструктору фирмы Арчибальду Расселу при проектировании нового самолёта.
Пять английских авиастроительных фирм, включая «Бристоль», представили BOAC восемь проектов. Наиболее полно техническому заданию соответствовал проект «Bristol Type 175», пассажирский самолёт с четырьмя двигателями и полезной нагрузкой 5000 кг. 5 июля 1948 года Министерство снабжения Великобритании заключило контракт с фирмой «Бристоль» на постройку трёх прототипов.
В ноябре 1948 года BOAC разместила заказ на 25 серийных самолётов в различных вариантах компоновки пассажирского салона. К этому времени прошли успешные испытания турбовинтовые двигатели Bristol Proteus, при установке которых на проектируемый самолёт увеличивалась полётная масса и дальность полёта.
В январе 1951 года было окончательно отредактировано техническое задание на создаваемый самолёт Bristol 175. Изменения в конструкции, связанные со сменой двигателя, задержали выпуск самолёта. Серийный прототип был окончательно собран на авиационном заводе Bristol в Филтоне в июле 1952 года. Министерство снабжения Великобритании и BOAC присвоили новому турбовинтовому авиалайнеру имя «Britannia».
Лётные испытания первого прототипа начались в августе 1952 года и в 1953 году самолёт был представлен на авиасалоне в Фарнборо. Второй прототип с увеличенным запасом топлива и взлётным весом в феврале 1954 года потерпел аварию и был списан. Первые серийные самолёты и прототипы прошли полный цикл сертификационных испытаний. В декабре 1955 года самолёт получил сертификат типа, это позволило начать полномасштабное серийное производство.

## Конструкция
Bristol Britannia — среднемагистральный пассажирский самолёт с четырьмя турбовинтовыми двигателями.
Фюзеляж — полумонокок круглого сечения диаметром 3,66 м. Фюзеляж конструктивно и технологически делится на десять цилиндрических секций. Обшивка фюзеляжа выполнена из высокопрочного алюминиевого сплава. Компоновка салона зависит от требований заказчика.
Первая секция — кабина экипажа, рассчитанная на пять человек: два пилота, бортинженер, радист и штурман. В верхней части этой секции, под крышей, установлен навигационный сектант. Люк для астронавигации являлся и аварийным люком. При необходимости в задней части кабины по правому борту установлены два спальных места. Следующая секция — туалет и буфет, по левому борту секции входной отсек с дверью. Затем секции пассажирского салона передний и задний, разделённые перегородкой. В передней части заднего салона расположен бар и входная дверь, аналогичная передней. В конце салона задний туалет с умывальником. Иллюминаторы эллиптические. Багажные полки в салоне открытые. Под полом салона и кабины два грузовых отсека, доступ к которым осуществляется через люк по правому борту. Для загрузки продовольствия по правому борту расположены две двери, которые являются и аварийными выходами. Аварийные люки расположены позади крыла по два с каждого борта.
Крыло — двухлонжеронное, свободнонесущее, трапециевидное в плане. Размах крыла 43,36 м, площадь крыла 192,77 кв. м. Крыло установлено к фюзеляжу под углом 3 градуса. Крыло конструктивно состоит из центроплана и двух отъёмных частей, которые крепятся к центроплану болтами по лонжеронам. Силовой набор крыла — продольный коробчатые лонжероны и стрингера, поперечный нервюры многослойной конструкции.
Механизация крыла — на внешней части крыла установлены двойные элероны площадью 6,52 кв. м, на внутренней двухщелевые закрылки площадью 37,25 кв. м. Закрылки составляют 20% площади крыла. Элероны с сервоуправлением — по пять колонок с сервоприводом на каждом. Одна из колонок связана с системой управления рулём направления, что обеспечивает крен самолёта при повороте.
Хвостовое оперение — однокилевое классического типа. Горизонтальное оперение: стабилизатор — размах 16,7 м, площадь 38,8 кв. м; рули высоты — площадь 15,6 кв. м. Вертикальное оперение: киль — площадь 24,5 кв. м; руль направления — площадь 8,56 кв. м. Рули высоты с сервоуправлением от четырёх колонок, три колонки для управления полётом, а четвёртая для выравнивания самолёта.
Шасси — трёхстоечное убираемое с носовой опорой. Передняя опора управляемая с двумя колёсами без тормозов. Передняя опора в полёте убирается вперёд по полёту в нишу в фюзеляже. Основные опоры с четырёхколёсными тележками убираются назад по полёту в задний отсек мотогондол внутренних двигателей. Колёса основных опор снабжены дисковыми тормозами и противоюзовыми устройствами. Уборка и выпуск шасси осуществляется с помощью гидросистемы, аварийная от четырёх гидронасосов с электрическим приводом.
Силовая установка — четыре турбовинтовых двигателя с двенадцатиступенчатым компрессором с обратным потоком газов. На различных модификациях самолёта применялись двигатели Bristol Proteus 705, мощностью 3900 л.с.; 761—4175 л.с.; 755—4120 л.с.; 765—4445 л.с. Воздушный винт четырёхлопастный постоянного шага, диаметром 4,87 м. Мягкие топливные баки были размещены в коробчатых лонжеронах крыла — три основных и три вспомогательных с циркуляцией топлива между ними.
Управление и самолётные системы
- для обеспечения комфортных жизненных условий на борту самолёта на высоте крейсерского полёта предусмотрена система, обеспечивающая герметизацию, вентиляцию, отопление, поглощение влаги и уровень давления.
- противообледенительная система — передняя кромка крыла обогревается горячим воздухом от двигателя и компрессора; хвостовое оперение, лобовое стекло, винты и их обтекатели обогреваются электричеством.
- электроснабжение — четыре трёхфазных генератора с приводом от двигателей. Сети переменного тока 208 В (питание гидронасосов), 104 В и 65 В. Постоянный ток — 112 В, 28 В и 115 В (питание насосов и подзарядка аккумуляторов)[2].

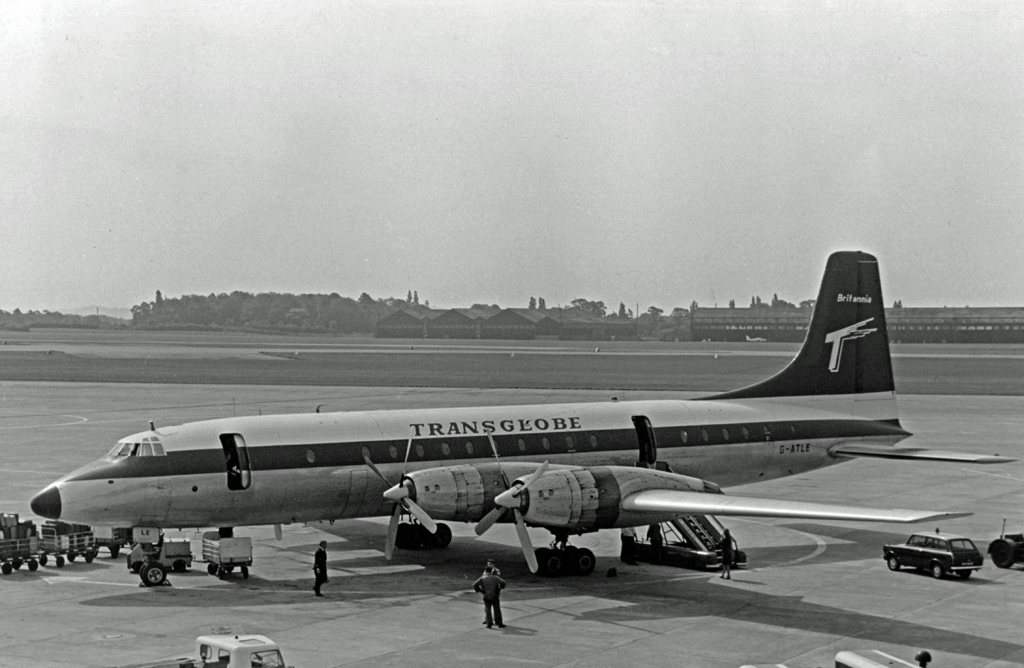
Britannia Model 314 авиакомпании Transglobe Airways, Манчестер, 1966

## Серийное производство

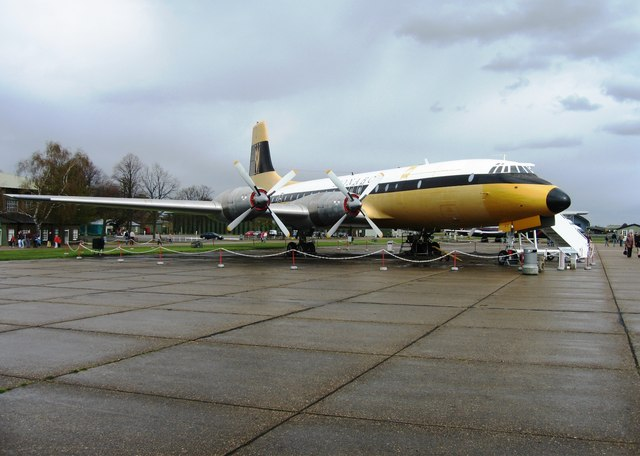
Britannia Model 312 в качестве памятника на аэродроме Duxford

С 1954 по 1960 год было выпущено 85 самолётов Bristol 175 Britannia, включая прототипы. 50 экземпляров было построено на заводе фирмы «Бристоль» в Филтоне. 35 самолётов было построено на заводе Short Brothers & Harland в Белфасте.
Самолёт выпускался во многих модификациях. Основные производственные серии:
- Series 100 — пассажирский 74-х местный вариант с двигателями Bristol Proteus 705. С запасом топлива, рассчитанным на среднемагистральные рейсы. Выпускались с января 1955 по май 1957 года.
  - 101 — прототип.
  - 102 — первая производственная серия для BOAC, построено 15 самолётов.
- Series 250 — грузопассажирский военно-транспортный вариант, с двигателями Bristol Proteus 755. Фюзеляж был удлинён на 3,12 м. Самолёт предназначался для выполнения дальних рейсов.
  - 252 (Britannia C2) — транспортная модификация для ВВС. Усиленный пол кабины и грузовые двери. Построено 3 экземпляра. Первый полёт в 28 ноября 1958 года.
  - 253 (Britannia C1) — смешанная грузопассажирская модификация для ВВС. Металлический пол салона. Рассчитан на транспортировку 115 солдат в полной экипировке, или 53 раненных на носилках, или эквивалентного груза. Первый полёт 29 декабря 1959 года. Построено 20 экземпляров[2].
- Series 300 — среднемагистральная пассажирская модификация с двигателями Bristol Proteus 755 удлинённым фюзеляжем, вместимостью до 139 человек. Первый полёт 31 июля 1956 года.
  - 301 — прототип;
  - 302 — два самолёта для Aeronaves de Mexico
  - 305 — пять самолётов дальнемагистральной версии для BOAC, которые в дальнейшем были переоборудованы для других компаний: 306 — для El Al; 307 — Air Charter; 308 — Transcontinental SA (два самолёта); 308 — Ghana Airways.
- Series 310 — дальнемагистральная модификация с увеличенным запасом топлива. Взлётный вес 80 000 кг. На этой модификации усиленное шасси и увеличена толщина обшивки.
- 311 — прототип, в 1956 году переоборудован в 312
- 312 — 18 самолётов для ВОАС
- 313 — 4 самолёта для El Al
- 314 — 6 самолётов для Canadian Pacific Air Lines
- 317 — 2 самолёта для British & Commonwealth Shipping
- 318 — 4 самолёта для Cubana de Aviación
- 320 — 2 самолёта для TWA, в дальнейшем были переоборудованы под 324 для Canadian Pacific Air Lines[2]

## Эксплуатация
Самолёт эксплуатировался различными гражданскими авиакомпаниями и военными ведомствами многих государств. В Великобритании крупнейший оператор самолёта, BOAC, в 1964 году эксплуатировала 50 машин. 1 февраля 1957 года состоялся первый коммерческий рейс самолёта Bristol Britannia 102 по маршруту Лондон—Йоханнесбург. Полёт продолжался 22 часа 50 минут. Самолёты летали по этому маршруту три раза в неделю с промежуточными посадками в Риме, Хартуме, Найроби и Солсбери. Самолёты также летали из Лондона в Сидней, Токио, Аден и Коломбо. Самолёты Britannia 102 использовались авиакомпанией BOAC в основном на трансконтинентальных линиях с большим количеством посадок, а при появлении самолёта Britannia 312 уже применялись на этих маршрутах как дальние беспосадочные. Начались регулярные рейсы из Лондона в города США Нью-Йорк, Чикаго. 31 марта 1959 года состоялся первый кругосветный рейс проходивший из Лондона через Нью-Йорк, Сан-Франциско, Гонолулу и Токио. Кроме регулярных рейсов эти самолёты перевозили высокопоставленных государственных деятелей и королевских особ.
При появлении модификаций самолёта 300 и 310 серий стали поступать заказы от других авиакомпаний. Первыми покупателями самолёта стали Канада и Израиль.
Канадская авиакомпания Canadian Pacific Air Lines одна из первых зарубежных заказчиков Bristol 175 Britannia заказала 6 самолётов модификации 314, с компоновкой на 88 пассажиров первого и туристического классов. Самолёты летали на маршрутах Ванкувер—Амстердам (рейс проходил через Северный полюс), Ванкувер—Токио—Гонконг. Также самолёты летали в Лиссабон и Рим.
Израильская авиакомпания El Al приобрела 4 самолёта Britannia 313. Самолёт был оборудован 72 креслами экономкласса, 18 креслами первого класса и четырьмя спальными местами. Самолёты выполняли трансатлантические рейсы из Тель-Авива в Нью-Йорк. Самолёты также выполняли рейсы из Тель-Авива в европейские столицы. Пик активности израильских «Британий» был в августе 1960 года, когда каждый самолёт авиакомпании находился в воздухе 11 часов ежедневно. Постепенно появившиеся реактивные Боинги 707 вытеснили Bristol Britannia с главных маршрутов авиакомпании. El Al продала эти самолёты различным авиакомпаниям. Последний самолёт был продан в марте 1967 года.
По мере широкого распространения пассажирских реактивных самолётов авиалайнер постепенно выводился из эксплуатации на пассажирских перевозках. Последними были сняты с эксплуатации самолёты компании Cubana de Aviación (в марте 1990 года). По некоторым данным, отдельные экземпляры совершали полёты вплоть до октября 1997 года (Trans Service Air Lift, Заир).

### Гражданские эксплуатанты
Аргентина
- Aerotransportes Entre Rios
- Transcontinental SA

 Бельгия
- Young Cargo

 Бурунди
- Centre Air Afrique

 Канада
- Canadian Pacific Air Lines

 Куба
- Aerocaribbean
- Cubana de Aviación

 Чехословакия
- CSA — взяты в лизинг у Cubana de Aviación (1961—1964 и 1963—1969).

- Air Faisal

 Гана
- Ghana Airways

 Индонезия
- Indonesian Ankasa Civil Air Transport

 Ирландия
- Aer Turas
- Interconair

 Израиль
- El Al

 Кения
- African Cargo Airlines
- African Safari Airways

 Либерия
- Liberia World Airways

 Мексика
- Aeronaves de Mexico

 Испания
- Air Spain

 Швейцария
- Globe Air — в 1964—1967.

 ОАЭ
- Gaylan Air Cargo

 Великобритания
- Air Charter
- BKS Air Transport
- BOAC
- Britannia Airways
- British Eagle
- British United Airways
- Caledonian Airways
- Donaldson International Airways
- Hunting-Clan Air Transport
- International Air Services
- Invicta International Airlines
- Lloyd International Airways
- Monarch Airlines
- Redcoat Air Cargo
- Transglobe Airways

 Заир
- Domaine de Katale
- Katale Air Transport
- Transair Cargo

### Военные эксплуатанты
Великобритания
- Экспериментальное учреждение по самолётостроению и вооружению
- Королевские военно-воздушные силы Великобритании
  - No. 99 Squadron RAF
  - No. 511 Squadron RAF

 Куба
- ВВС Кубы

## Лётно-технические характеристики (Series 310)
Экипаж: 4—7;
Пассажировместимость: до 139;
Длина: 37,88 м;
Размах крыльев: 43,36 м;
Высота: 11,43 м;
Площадь крыльев: 192,8 м²;
Вес (пустой): 38 500 кг;
Максимальный взлётный вес: 84 000 кг;
Силовая установка: 4× ТВД Bristol Proteus 765, мощность 4450 л.с (3320 кВт) каждый;
Максимальная скорость: 639 км/ч;
Крейсерская скорость: 575 км/ч на высоте 6700 м;
Дальность: до 7129 км;
Практический потолок 7300 м.

## Потери самолётов
За время эксплуатации было потеряно 14 самолётов типа Bristol 175 Britannia.
| Дата     | Бортовой номер | Место катастрофы | Жертвы  | Краткое описание |
| -------- | -------------- | ---------------- | ------- | --- |
| 04.02.54 | G-ALRX         | Северн Эсчуари   | 0/13    | Пожар третьего и последующие отказы первого и второго двигателей во время тестового полёта, разбился при вынужденной посадке на брюхо.                                              |
| 06.11.57 | G-ANCA         | Бристоль         | 15/15   | Тестовый полёт, при заходе на посадку по неизвестной причине вошёл в глубокий правый крен и упал в лес рядом с жилыми кварталами.                                                   |
| 24.12.58 | G-AOVD         | Лондон           | 9/12    | Тестовый полёт, столкнулся с землёй при снижении в условиях тумана, ошибки экипажа.                                                                                                 |
| 11.11.60 | G-ANBC         | Хартум           | 0/27    | В полёте вышла из строя гидросистема, посадка была произведена с частично невыпущенными шасси, самолёт был списан.                                                                  |
| 22.07.62 | CF-CZB         | Гонолулу         | 27/40   | Отказ первого двигателя во время набора высоты, самолёт разбился при попытке возврата на аэродром вылета.                                                                           |
| 29.02.64 | G-AOVO         | близ Инсбрука    | 83/83   | При снижении столкнулся с восточным склоном горы Глунгецер из-за ошибок экипажа. |
| 09.07.65 | XA-MEC         | Тихуана          | 0/82    | Произвёл посадку с частично невыпущенной носовой стойкой шасси и получил повреждения, списан.                                                                                       |
| 01.09.66 | G-ANBB         | близ Любляны     | 98/117  | Столкнулся с деревьями при заходе на посадку в тёмное время суток, КВС неправильно настроил высотомер.                                                                              |
| 20.04.67 | HB-ITB         | близ Никосии     | 126/130 | Столкнулся с поверхностью при повторном уходе на второй круг из-за ошибок экипажа.                                                                                                  |
| 20.04.67 | G-ANCG         | Кент             | 0/165   | Экипаж не смог полностью убрать шасси из-за течи гидросистемы и потери гидравлической жидкости. Самолёт совершил вынужденную посадку на покрытую пеной полосу ближайшего аэропорта. |
| 12.10.67 | XL638          | Хормаксар        | 0/н.д.  | Борт RAF. После посадки не включился реверс двигателей, самолёт выкатился с ВПП в море.                                                                                             |
| 12.07.70 | LV-JNL         | Буэнос-Айрес     | 0/12    | При уходе на второй круг в условиях практически нулевой видимости, столкнулся стойками шасси с мобильным радаром и рухнул на землю.                                                 |
| 30.09.77 | EI-BBY         | Шаннон           | 0/6     | Разбился при заходе на посадку. |
| 16.02.80 | G-BRAC         | Биллерика        | 7/8     | Рухнул на землю во время набора высоты, вероятная причина — обледенение. |